# Cinnamomum osmophloeum
Cinnamomum osmophloeum е вид растение от семейство Лаврови (Lauraceae). Видът е световно застрашен, със статут Уязвим.

## Разпространение
Разпространен е в Тайван.